# Levier, Doubs
Levier är en kommun i departementet Doubs i regionen Bourgogne-Franche-Comté i östra Frankrike. Kommunen ligger i kantonen Levier som tillhör arrondissementet Pontarlier. År 2022 hade Levier 2 345 invånare.

## Befolkningsutveckling
Antalet invånare i kommunen Levier
Referens:INSEE